# ヴィトゥラーツィオ
ヴィトゥラーツィオ（伊: Vitulazio）は、イタリア共和国カンパニア州カゼルタ県にある、人口約7,400人の基礎自治体（コムーネ）。

## 地理

### 位置・広がり

#### 隣接コムーネ
隣接するコムーネは以下の通り。
- ベッローナ
- カミリアーノ
- カープア
- グラッツァニーゼ
- パストラーノ
- ピニャターロ・マッジョーレ